# Heinrich Schwiethal
Heinrich Schwiethal (1918–1995) war ein Generalleutnant des Heeres der Bundeswehr.

## Militärische Laufbahn
Als Oberstleutnant i. G. war er von März 1963 bis September 1965 Chef des Stabes der 1. Luftlandedivision in Bruchsal.
Von Oktober 1968 bis September 1970 war Schwiethal Kommandeur der Luftlandebrigade 26. In seinem Kommandobereich ereigneten sich am 20. Januar 1970 der Soldatenmord von Lebach. Am 11. August 1970 nahm die Bundesregierung den Vorschlag zur Ernennung Schwiethals zum Brigadegeneral zustimmend zur Kenntnis. Vom 1. Oktober 1970 bis zum 30. September 1972 führte er die 1. Luftlandedivision und wurde in dieser Dienststellung zum Generalmajor befördert. Anschließend war er bis Ende September 1973 Stellvertretender Befehlshaber und Chef des Stabes des II. Korps (Ulm). Von 1973 bis 1976 war Schwiethal Kommandierender General des Hauptquartiers der Alliierten Landstreitkräfte Schleswig-Holstein und Jütland in Rendsburg, wo er zum Generalleutnant ernannt wurde. In dieser Funktion leitete er die Großübung Bold Guard 1974. Vom 1. Oktober 1976 war er bis März 1979 stellvertretender Befehlshaber der Alliierten Streitkräfte Ostseezugänge (BALTAP). Zum 31. März 1979 ging er aus dieser Position in den Ruhestand.